# Junco (Máfil)

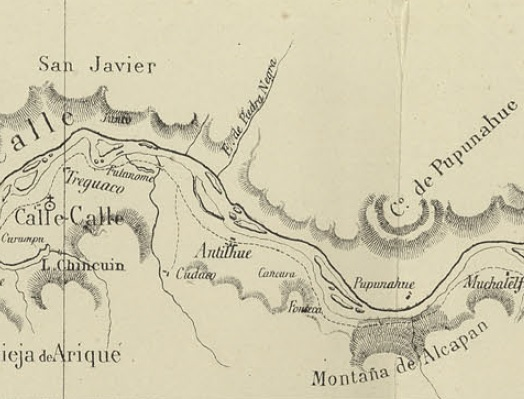
Junco en la ribera norte del Calle Calle en el Mapa de la expedición de Francisco Vidal Gormaz en 1869

Junco es un caserío de la comuna de Máfil, ubicada en la parte sur de la comuna, al norte del río Calle Calle.

## Hidrología
Junco se encuentra en la ribera norte del río Calle Calle cerca de la localidad de Antilhue ubicada en la ribera sur del río y que pertenece a la comuna de Valdivia.

## Accesibilidad y transporte
Junco se encuentra a 17,7 km de la ciudad de Máfil a través de la Ruta T-305 y T-327.